# Fritz Pegelow
Fredrik (Fritz) Wilhelm Henrik Pegelow (i riksdagen kallad Pegelow i Göteborg), född 15 april 1852 i Västra Alstad, död 13 oktober 1925 i Stockholm, var en svensk generaldirektör och politiker. Han var svärson till publicisten och politikern Sven Adolf Hedlund.

## Biografi
Fritz Pegelow, som var son till en lantbrukare, tog studentexamen i Malmö 1870, examen som maskiningenjör vid Teknologiska institutet i Stockholm 1873 och började samma år som elev vid maskinavdelningen vid Kungliga styrelsen för statens järnvägstrafik, blev ritare vid SJ:s II:a distrikt i Göteborg 1875–1879 och verkmästare där 1879–1884. Han gjorde studieresor till Tyskland, Frankrike, Belgien och England 1876–1877, var maskiningenjör vid svenska avdelningen av världsutställningen 1878 i Paris, lärare i teoretisk mekanik vid Chalmerska institutet 1875–1891, maskiningenjör vid SJ:s II:a distrikt i Göteborg 1884–1890, där han avancerade till maskindirektör 1891.
År 1899 blev han verkställande direktör för Stockholm-Västerås-Bergslagens nya järnvägs AB och var därefter generaldirektör för Statens Järnvägar 1907–1913. Han var också ordförande i Statens arbetslöshetskommission 1919–1923, ordförande i styrelsen för AB Sundsvalls Handelsbanks Stockholmskontor 1914–1917 och i styrelsen för Uplands enskilda banks Stockholmskontor 1917–1923, vice ordförande i styrelsen för Telefon AB L. M. Ericsson.
Pegelow var ledamot av kommittén för ordnandet av Stockholms bangårdsförhållanden och av kommittén angående trafiksäkerheten vid svenska järnvägar 1905, ledamot av styrelsen för Carnegiestiftelsen 1911–1919, ledamot av Göteborgs stadsfullmäktige 1887 - 4 april 1899 och av styrelsen för gasverket i Göteborg 1891–1899, revisor för Göteborgs museum 1886-87 och för Göteborgs Utskänknings AB 1887–1889. I samband med Baltiska utställningen 1914 i Malmö, var han ordförande för Baltiska ingenjörskongressen, som hölls 13-18 juli 1914, det dittills största teknikermötet i Norden.
Pegelow var riksdagsledamot i andra kammaren 1897–1899 för Göteborgs stads valkrets och tillhörde i riksdagen Friesenska diskussionsklubben. I riksdagen verkade han bland annat för kvinnliga postanställdas rätt till pension.

## Familj
Pegelow var son till lantbrukare Johan Joachim Fredrik Theodor Pegelow och Marie Vægler. Han gifte sig 31 december 1895 i Göteborg med Emma Hedlund (1862–1943) i hennes andra äktenskap. Makarna Pegelow är begravda på Östra kyrkogården i Göteborg.

## Utmärkelser

### Svenska utmärkelser
- Kommendör av första klassen av Nordstjärneorden, 6 juni 1921.[6]
- Kommendör av första klassen av Nordstjärneorden, 30 september 1914.[7]
- Kommendör av första klassen av Vasaorden, 5 juni 1906.[8]
- Ledamot av Kungliga Vetenskaps- och Vitterhetssamhället i Göteborg, 1895.[9]

### Utländska utmärkelser
- Riddare av första klassen av Ryska Sankt Stanislausorden, senast 1915.[7]
- Riddare av andra klassen med kraschan av Preussiska Röda örns orden, senast 1915.[7]
- Kommendör av första klassen av Brittiska Victoriaorden, senast 1915.[7]
- Officier de l’Instruction publique av Franska Akademiska palmen, senast 1915.[7]